# Sex Pot
 (mai 2025).
Motif : En attente d'éléments , notamment sources secondaires centrées, permettant d'évaluer la notoriété requise. Nota: l'article original en anglais n'existe visiblement plus.
- Archive Wikiwix
- Bing
- Cairn
- DuckDuckGo
- E. Universalis
- Gallica
- Google
- G. Books
- G. News
- G. Scholar
- Persée
- Qwant
- (zh) Baidu
- (ru) Yandex
- (wd) trouver des œuvres sur Wikidata

| 1. | Préciser le motif de la pose du bandeau. | Précisez le motif de la pose du bandeau en utilisant la syntaxe suivante : {{admissibilité à vérifier\|date=mai 2025\|motif=remplacez ce texte par le motif}}                |
| 2. | Informer les utilisateurs concernés.     | Pensez à avertir le créateur de l'article, par exemple, en insérant le code ci-dessous sur sa page de discussion : {{subst:avertissement admissibilité à vérifier\|Sex Pot}} |

Pour plus de détails, voir Fiche technique et Distribution.
Sex Pot est un film américain réalisé par Eric Forsberg, sorti en 2009 en format 3D et standard. Le film suit deux lycéens qui trouvent une réserve de marijuana qui augmente considérablement la libido.

## Synopsis
Spanky et Mert, les meilleurs amis du monde, sont laissés seuls pour le week-end par leurs parents. Dans l’appartement de Mert, ils trouvent une réserve de « pot » que le frère de Mert a laissée derrière lui. En la fumant, ils se rendent compte que cela augmente énormément leurs pulsions sexuelles. Mert (un crétin sûr de lui) et Spanky décident d’assister à une fête à une piscine à Malibu. Ils suivent une paire de femmes légères, nommées Cindy et June, qui vivent dans l’appartement à côté du leur, pour coucher avec elles. Les deux stoners se heurtent à une série de mésaventures pour se rendre à la fête. Ils sont poursuivis par Pinky, la belle-sœur de Mert, qui est en colère et cherche le frère de Mert, son mari.
Spanky et Mert se rendent d’abord dans un magasin d'alcool pour acheter de l’alcool fort à emporter avec eux à la fête. Comme les deux sont mineurs, ils essaient de trouver quelqu’un qui achètera l’alcool pour eux. Spanky rencontre deux prostituées, nommées Princess et Strawberry, qui acceptent d’acheter de l’alcool fort pour eux s’ils les emmènent à la fête. Sur leur chemin, ils fument tous un peu du pot magique qui fait conduire Mert de manière erratique. Soudain, ils sont arrêtés par un flic. Mert est forcé de jeter la drogue par la fenêtre pour éviter d’être arrêté pour possession de stupéfiants. La policière qui les arrête est aussi une femme légère. Elle se défonce avec la marijuana et elle les laisse partir avec seulement un avertissement.
La réserve de drogue est volée par une jeune fille qui ramasse le pot perdu dans la rue. Spanky et Mert poursuivent la jeune fille jusqu’à une maison où se tient une fête d’anniversaire pour un jeune garçon. Faisant semblant d’être des amis du garçon dont c’est l’anniversaire, Spanky et Mert entrent et s’aventurent au sous-sol où une « fête du pot » est organisée par le frère aîné du garçon. Mert parvient à récupérer le pot du trafiquant de drogue de 11 ans, tandis que Spanky aborde diverses filles pour trouver la bonne. Quand il va dans une chambre pour avoir un rapport sexuel avec une fêtarde, il découvre que la fille est sa sœur mineure de 14 ans, Ellen, qui a une vie secrète en tant que « Sara la traînée » en couchant avec de nombreux garçons lors de fêtes.
Spanky et Mert fuient la maison et retrouvent Princess et Strawberry dans la rue près de leur camionnette. Pinky les rattrape alors, mais Mert parvient à calmer en lui faisant fumer un peu d’herbe et l’invite à la fête.
Les garçons et les filles arrivent finalement à la fête de la piscine. Mert tente de faire fumer le pot magique à quelques-unes des femmes, pour ensuite perdre la réserve. L’une des femmes en fume et en donne à certaines de ses amies, ce qui transforme la fête en une orgie lesbienne générale. Mert et Spanky sont laissés de côté mais Spanky couche avec Princesse et Mert couche avec Pinky. Strawberry couche avec le propriétaire de la maison.
Le lendemain matin, la fête est terminée, les garçons et tous les invités de la fête repartent. Spanky dit au revoir à Princesse qui retourne à sa vie d’origine, cessant de faire le trottoir. Mert, qui se targue toujours d’être un crétin de classe mondiale, abandonne Pinky afin qu’il puisse se concentrer sur sa prochaine aventure d’un soir. Maintenant Pinky concentre son attention sur la manière de récupérer Mert. Spanky va retrouver ses parents qui le ramènent à la maison. Il leur dit que son week-end s’est déroulé « sans incident ».

## Distribution
- Rollin Perry : Josh « Spanky » Green
- Seth Cassell : Mert
- Michelle Penick : « Princesse »
- Rana Davis : « Strawberry »
- Lindsey Ahern : « Pinky »
- Maurice Constable : M. Clink
- Teryl Brouillette : Ellen Green
- Lola Forsberg : Léa
- Deirdre Lyons : l’officier de police Bendover
- Christine Nguyen : Cindy
- Jasna Novosel : June
- Jackie Nico : Linda
- Sarah Agor : Julie
- Sarah Bennett : Amanda
- Brent Anthony : Joe « Little Jo-Jo »
- Deanne Destler : Maureen
- Denise Gossett : Mme Green
- Chad Nell : M. Green